# Список ныне живущих архиереев Болгарской православной церкви
В списке представлены ныне живущие архиереи Болгарской Православной Церкви. 
Епископат Болгарской Православной Церкви насчитывает (на 6 июля 2025 года) 36 человек, из них 15 — епархиальные архиереи, в том числе Предстоятель Церкви — Митрополит Софийский и Патриарх Болгарский Даниил, 19 — викарные архиереи, 2 архиерея пребывают на покое.
Список составлен в порядке старшинства епископской хиротонии (первая дата в скобках после имени).
Епископат Болгарской Православной Церкви, ныне здравствующие архиереи в порядке сана и епископской хиротонии.
Старейший по возрасту архиерей Болгарской Православной Церкви — митрополит Плевенский Игнатий (Димов) (87 лет, 1938 года рождения); самый молодой — митрополит Сливенский Арсений (Лазаров) (38 лет, 1986 года рождения).

## Патриаршество патриархаМаксима

### Хиротонии 1980 года
1. Иосиф (Босаков), митрополит Американский, Канадский и Австралийский (7 декабря 1980; на кафедре с 19 декабря 1989)

### Хиротонии 1985 года
1. Григорий (Стефанов), митрополит Великотырновский (22 декабря 1985; на кафедре с 27 февраля 1994)

### Хиротонии 1986 года
1. Галактион (Табаков), митрополит, бывший Старозагорский (6 июля 1986; на покое с 28 сентября 2016)

### Хиротонии 1988 года
1. Игнатий (Димов), митрополит Плевенский (19 июня 1988; на кафедре с 1 октября 1998)

### Хиротонии 1994 года
1. Иннокентий (Петров), епископ Крупнишский (19 мая 1994[2]; на кафедре с 11 декабря 2012)

### Хиротонии 1997 года
1. Иаков (Тасев), епископ Месемврийский, викарий Русенской епархии (19 октября 1997[2]; на кафедре с 1 октября 1998)

### Хиротонии 1998 года
1. Евлогий (Стамболджиев), епископ Адрианопольский, викарий Пловдивской епархии (18 октября 1998; на кафедре со дня хиротонии)
2. Гавриил (Динев), митрополит Ловчанский (19 октября 1998; на кафедре с 21 января 2001)

### Хиротонии 2001 года
1. Николай (Севастиянов), митрополит Пловдивский (7 июля 2001; на кафедре с 11 февраля 2007)

### Хиротонии 2003 года
1. Тихон (Иванов), епископ Тивериопольский (6 июля 2003; на кафедре со дня хиротонии)

### Хиротонии 2007 года
1. Наум (Димитров), митрополит Русенский (17 марта 2007; на кафедре с 23 марта 2014)
2. Иоанн (Иванов), митрополит Варненский и Великопреславский (18 марта 2007; на кафедре с 22 декабря 2013)
3. Сионий (Радев), епископ Величский (24 марта 2007; на кафедре со дня хиротонии)

### Хиротонии 2008 года
1. Даниил (Николов), патриарх Болгарский, митрополит Софийский (20 января 2008; на кафедре с 30 июня 2024)
2. Киприан (Казанджиев), митрополит Старозагорский  (3 марта 2008; на кафедре с 11 декабря 2016)
3. Борис (Добрев), епископ Агафоникийский (22 марта 2008; на покое с 19 февраля 2014)
4. Антоний (Михалев), митрополит Западно- и Среднеевропейский (23 марта 2008; на кафедре с 27 октября 2013)
5. Игнатий (Карагёзов), епископ Проватский, викарий Сливенской епархии (6 апреля 2008; на кафедре со дня хиротонии)

### Хиротонии 2010 года
1. Григорий (Цветков), митрополит Врачанский (29 октября 2010; на кафедре с 12 марта 2017)

### Хиротонии 2011 года
1. Серафим (Динков), митрополит Неврокопский  (18 декабря 2011; на кафедре с 19 января 2014)

## Патриаршество патриархаНеофита

### Хиротонии 2014 года
1. Арсений (Лазаров), митрополит Сливенский (6 июля 2014; на кафедре с 26 мая 2024)
2. Поликарп (Петров), епископ Белоградчишский, викарий Патриарха Болгарского (27 июля 2014; на кафедре со дня хиротонии)
3. Иерофей (Косаков), епископ Агатопольский, викарий Сливенской епархии (1 октября 2014; на кафедре со дня хиротонии)

### Хиротонии 2016 года
1. Герасим (Георгиев), епископ Мелнишский, викарий Патриарха Болгарского (18 декабря 2016; на кафедре со дня хиротонии)
2. Иаков (Дончев), митрополит Доростольский (20 декабря 2016; на кафедре с 25 октября 2020)

### Хиротонии 2021 года
1. Виссарион (Гривов), епископ Смолянский, викарий Пловдивской епархии (21 февраля 2021; на кафедре со дня хиротонии)
2. Михаил (Диловский), епископ Константийский, викарий Ловчанской епархии  (26 сентября 2021; на кафедре со дня хиротонии)
3. Пахомий (Лозанов), митрополит Видинский (19 октября 2021; на кафедре с 9 февраля 2025)

### Хиротонии 2022 года
1. Макарий (Чакыров), епископ Главиницкий, викарий Русенской епархии (26 июня 2022; на кафедре со дня хиротонии)

### Хиротонии 2023 года
1. Исаак (Бояджийский), епископ Вельбуждский, викарий Патриарха Болгарского (10 июня 2023; на кафедре со дня хиротонии)

## Местоблюстительство митрополита ВрачанскогоГригория

### Хиротонии 2024 года
1. Матфей (Орешков), епископ Никопольский, викарий Великотырновской епархии (27 апреля 2024; на кафедре со дня хиротонии)

## Патриаршество патриархаДаниила

### Хиротонии 2024 года
1. Мелетий (Спасов), епископ Знепольский, викарий Патриарха Болгарского (15 сентября 2024; на кафедре со дня хиротонии)
2. Климент (Страхилов), епископ Левкийский, викарий Епархии в США, Канаде и Австралии (15 декабря 2024; на кафедре со дня хиротонии)
3. Богослов (Димитров), епископ Маркианопольский, викарий Старозагорской епархии (22 декабря 2024; на кафедре со дня хиротонии)

### Хиротонии 2025 года
1. Иоанн (Пешев), епископ Браницкий, викарий Софийской митрополии (1 июля 2025; на кафедре со дня хиротонии)
2. Василий (Савов), епископ Драговицкий, игумен Троянского монастыря (6 июля 2025; на кафедре со дня хиротонии)